# EHC Basel
EHC Basel (celým názvem: Eishockeyclub Basel/Kleinhüningen) je švýcarský klub ledního hokeje, který sídlí v Basileji v kantonu Basilej-město. Založen byl v roce 1932. Svůj současný název nese od roku 2014. V červnu 2014 se EHC dostalo do konkursu, který vyvrcholil v zánik. Obnoven byl v září téhož roku pod názvem EHC Basel/KLH. Poslední účast v nejvyšší soutěži se datuje k sezóně 2007/08. Od sezóny 2017/18 působí v MySports League, třetí švýcarské nejvyšší soutěži ledního hokeje. Klubové barvy jsou červená, černá a bílá.
Své domácí zápasy odehrává v St. Jakob-Areně s kapacitou 6 688 diváků.

## Historické názvy
Zdroj:
- 1932 – EHC Basel (Eishockeyclub Basel)
- 1933 – fúze s SC Rotweiss ⇒ EHC Basel-Rotweiss (Eishockeyclub Basel-Rotweiss)
- 1990 – fúze s EHC Kleinhüningen ⇒ EHC Basel KLH Dragons (Eishockeyclub Basel-Kleinhüningen Dragons)
- 2003 – EHC Basel (Eishockeyclub Basel)
- 2009 – EHC Basel Sharks (Eishockeyclub Basel Sharks)
- 2014 – zánik
- 2014 – obnovena činnost pod názvem EHC Basel/KLH (Eishockeyclub Basel/Kleinhüningen)

## Přehled ligové účasti
Zdroj:
- 1941–1953: National League A (1. ligová úroveň ve Švýcarsku)
- 1953–1956: National League B Zentrum (2. ligová úroveň ve Švýcarsku)
- 1956–1963: National League A (1. ligová úroveň ve Švýcarsku)
- 1963–1967: National League B Ost (2. ligová úroveň ve Švýcarsku)
- 1971–1976: National League B Ost (2. ligová úroveň ve Švýcarsku)
- 1983–1984: 1. Liga (3. ligová úroveň ve Švýcarsku)
- 1984–1988: National League B (2. ligová úroveň ve Švýcarsku)
- 1999–2000: 1. Liga (3. ligová úroveň ve Švýcarsku)
- 2000–2003: National League B (2. ligová úroveň ve Švýcarsku)
- 2003–2004: National League A (1. ligová úroveň ve Švýcarsku)
- 2004–2005: National League B (2. ligová úroveň ve Švýcarsku)
- 2005–2008: National League A (1. ligová úroveň ve Švýcarsku)
- 2008–2014: National League B (2. ligová úroveň ve Švýcarsku)
- 2014–2017: 1. Liga (3. ligová úroveň ve Švýcarsku)
- 2017– : MySports League (3. ligová úroveň ve Švýcarsku)